# Hreiðarsson
Hreiðarsson ist ein isländischer Name.

## Bedeutung
Der Name ist ein Patronym und bedeutet Sohn des Hreiðar. Die weibliche Entsprechung ist Hreiðarsdóttir (Tochter des Hreiðar).

## Namensträger
- Guðmundur Hreiðarsson (* 1960), isländischer Fußballspieler und -trainer
- Hermann Hreiðarsson (* 1974), isländischer Fußballspieler und -trainer
- Sigurbjörn Örn Hreiðarsson (* 1975), isländischer Fußballspieler und -trainer